# Sheikh Bahai
Bahāʾ al‐Dīn Muḥammad ibn Ḥusayn al‐ʿĀmilī (persiska: شیخ بهایی), även känd som Sheikh Bahai, född 1546 i Baalbek, död 1622 i Persien, var en persisk shiitisk lärd, teolog, filosof, matematiker, arkitekt, jurist och astronom som var en huvudfigur i det kulturella återupplivandet av safavidernas Persien. Han var ansvarig för återupplivandet av matematiska vetenskaper i Persien, som hade negligerats i över 100 år. Det kvalitativa värdet av safavidisk arkitektur kan ses i integrationen av teori (filosofi) och teknik (matematik) som utövades i sin renaste form av sheikh Bahai. Hans bok Khulasat al-hisab (Det väsentliga med aritmetiken) som skrivits på arabiska, har översatts flera gånger till persiska och tyska. Verket var en standardlärobok tills början på 1900-talet.